# ماری همیلتون
ماری همیلتون (به انگلیسی: Murray Hamilton)‏
(۲۴ مارس ۱۹۲۳ – ۱ سپتامبر ۱۹۸۶) هنرپیشه اهل ایالات متحده آمریکا بود. از فیلم‌هایی که او در آن‌ها نقش داشته‌است، می‌توان به آرواره‌ها، ۱۹۴۱، فارغ‌التحصیل، بیلیاردباز و آرواره‌ها ۲ اشاره کرد.